# Олунд, Улле
Стен Олув «Улле» Олунд (швед. Sten Olov «Olle» Ahlund; 22 августа 1920, Дегерфорс — 11 февраля 1996, Дегерфорс) — шведский футболист, защитник. Рекордсмен клуба «Дегерфорс» по количеству матчей, проведённых в высшем дивизионе чемпионата Швеции.

## Карьера
Улле Олунд начал карьеру в клубе «Дегерфорс» в 1943 году. Он провёл за клуб 334 матча, из которых 312 игр в чемпионате и забил 34 гола. За этот период футболист завоевал только одну серебряную медаль чемпионата Швеции сезона 1940/1941.
В составе сборной Швеции Олунд дебютировал 14 июня 1943 года в матче со Швейцарией. В 1950 году он поехал в составе национальной команды на чемпионат мира, но на турнире не провёл ни одной игры. Через два года он поехал на Олимпийские игры, но и там не сыграл ни единой встречи из-за травмы, проведя лишь последний матч за 3 место с Германией. Всего за национальную команду Олунд провёл 34 матча и забил 2 гола, оба в матче с Данией 1 июля 1945 года, также футболист провёл один матч за вторую сборную Швеции, где забил мяч.
После завершения игровой карьеры он дважды становился главным тренером «Дегерфорса», который смог в 1959 году вывести в высший дивизион чемпионата страны.

## Достижения
- Футболист года в Швеции: 1951